# تصفيات كأس الأمم الإفريقية 1968
تصفيات كأس الأمم الإفريقية 1968 هي التصفيات المؤهلة لكأس الأمم الإفريقية 1968 في إثيوبيا. تأهلت إثيوبيا بصفتها منظم للبطولة وتأهلت غانا بطل للنسخة السابقة.

## المنتخبات المتأهلة
- الجزائر
- الكونغو
- جمهورية الكونغو الديمقراطية
- إثيوبيا (المضيف)
- غانا (حامل اللقب)
- ساحل العاج
- السنغال
- أوغندا

## المجموعات
| المنتخب | لعب | فاز | تعادل | خسر | فارق الاهداف | نقاط |
| ------- | --- | --- | ----- | --- | ------------ | ---- |
| السنغال | 4   | 2   | 1     | 1   | 3+           | 5    |
| غينيا   | 4   | 2   | 1     | 1   | 3+           | 5    |
| ليبيريا | 4   | 0   | 2     | 2   | 6-           | 2    |

بعد تعادل السنغال وغينيا لعبت مباراة مصيرية في دكار انتهت 1-2 للسنغال فتأهل لنهائيات البطولة .
| المنتخب      | لعب | فاز | تعادل | خسر | فارق الاهداف | نقاط |
| ------------ | --- | --- | ----- | --- | ------------ | ---- |
| الجزائر      | 4   | 4   | 0     | 0   | 7+           | 8    |
| مالي         | 4   | 2   | 0     | 2   | 1+           | 4    |
| فولتا العليا | 4   | 0   | 0     | 4   | 8-           | 0    |

تاهلت الجزائر إلى نهائيات البطولة بعد تزعمها للمجموعة 2.
| المنتخب    | لعب | فاز | تعادل | خسر | فارق الاهداف | نقاط |
| ---------- | --- | --- | ----- | --- | ------------ | ---- |
| ساحل العاج | 4   | 3   | 1     | 0   | 7+           | 7    |
| نيجيريا    | 4   | 1   | 1     | 2   | 1-           | 3    |
| توجو       | 4   | 1   | 0     | 3   | 6-           | 2    |

تاهل ساحل العاج لنهائيات البطولة بعد تزعمه للمجموعة 3
| الجولة 2 | الجولة 1 | الفريق 1                  | فارق الاهداف | الفريق 2 |
| -------- | -------- | ------------------------- | ------------ | -------- |
| 2-3      | 2-2      | الجمهورية العربية المتحدة | 4-5          | ليبيا    |
| 3-3      | 2-1      | كينيا                     | 5-4          | اوغندا   |

تاهلت الجمهورية العربية المتحدة واوغندا للمرحلة الثانية .
| الجولة 2 | الجولة 1 | الفريق 1                  | فارق الاهداف  | الفريق 2 |
| -------- | -------- | ------------------------- | ------------- | -------- |
| الغيت    | 0-1      | الجمهورية العربية المتحدة | المرشح الاوحد | اوغندا   |

انسحبت الجمهورية العربية المتحدة وذالك بسبب حرب الستة ايام فتاهلت اوغندا لنهائيات البطولة رغم الخسارة .
| المنتخب          | لعب | فاز | تعادل | خسر | فارق الاهداف | النقاط |
| ---------------- | --- | --- | ----- | --- | ------------ | ------ |
| الكونغو برازافيل | 4   | 2   | 2     | 0   | 1+           | 6      |
| تونس             | 4   | 1   | 1     | 2   | 0            | 3      |
| الكاميرون        | 4   | 1   | 1     | 2   | 3-           | 3      |

تاهل الكونغو برازافيل لنهائيات بعد تزعم المجموعة 5.
| الجولة 3 | الجولة 2 | الجولة 1 | الفريق 1 | فارق الاهداف | الفريق 2        |
| -------- | -------- | -------- | -------- | ------------ | --------------- |
| 2-1      | 0-1      | 3-2      | السودان  | 5-4          | الكونغو كينشاسا |
|          | 1-1      | 1-0      | موريشيوس | 2-1          | تنرانيا         |

تاهلت الكونغو كينشاسا إلى الدور الثاني بعد لعبها مباراة مصيرية بعد تعادلها بفارق الاهداف مع السودان . وتاهلت تنزانيا بعد فوزها على موريشيوس .
| الجولة 2 | الجولة 1 | الفريق 1 | فارق الاهداف | الفريق 2        |
| -------- | -------- | -------- | ------------ | --------------- |
| 1-0      | 1-0      | تنزانيا  | 2-0          | الكونغو كينشاسا |

تأهلت الكونغو كينشاسا إلى نهائيات البطولة بعد فوزها ذهابا وإيابا على تنزانيا.